# 奧森貝克河
51°14′59″N 7°7′47″E / 51.24972°N 7.12972°E

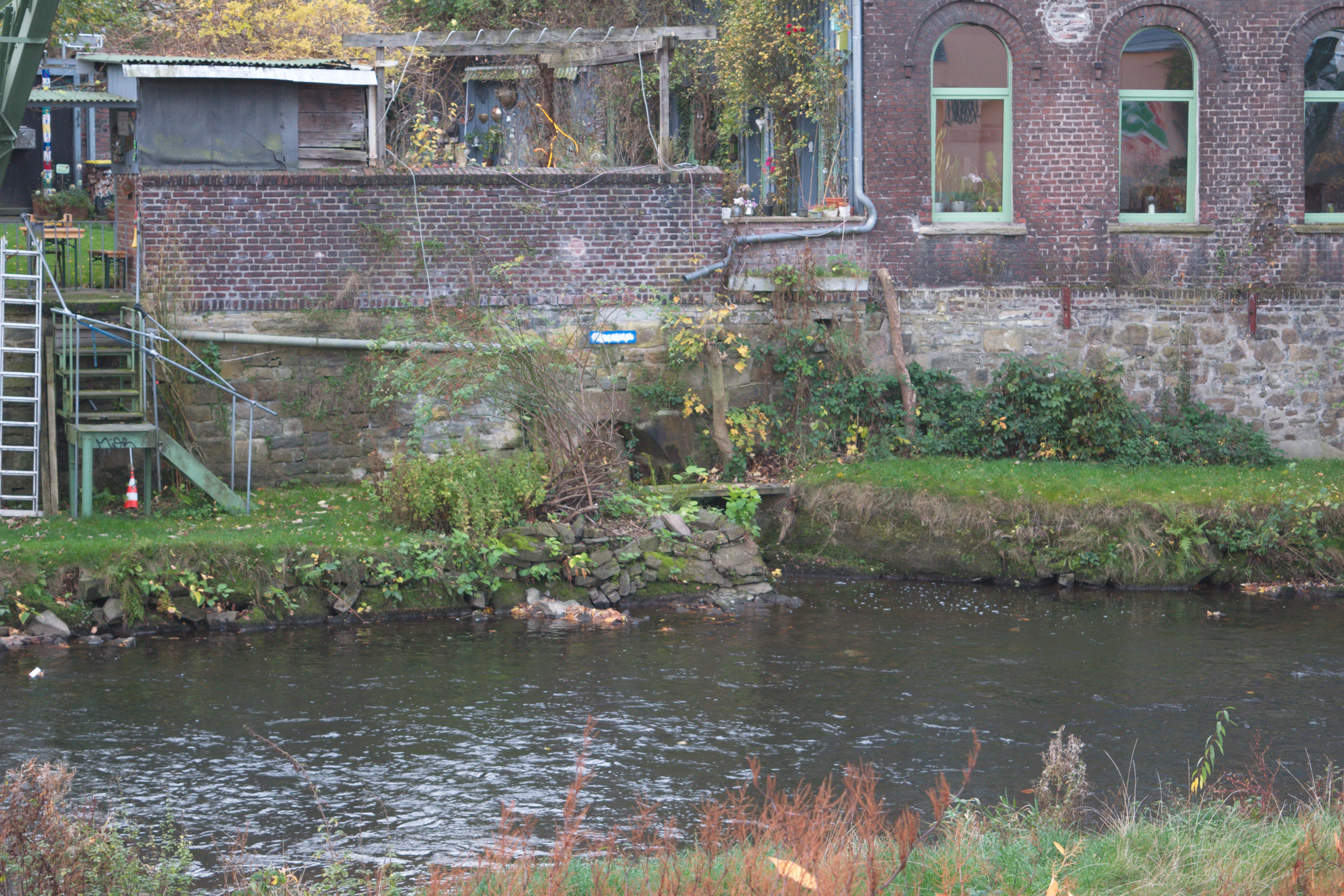

奧森貝克河（德語：Ossenbeck），是德國的河流，位於該國西部，處於北萊茵-威斯特法倫州，屬於伍珀河的左支流，河道全長1.9公里，流域面積1.8平方公里。